# 2013年环意自行车赛
2013年环意自行车赛是第96届环意自行车赛，于2013年5月4日至26日进行，此次比赛是2013年UCI世界巡回赛的其中一站比赛。比赛共分为21个赛段，起点位于那不勒斯，终点位于布雷西亚。
共有23支车队参加此次比赛，其中19支为世界职业车队，另外4支为洲际职业车队。赛事主办方原定和往届一样安排18支世界职业车队和4支洲际职业车队参赛。然而由于先前被排除出世界职业车队行列的Katusha车队通过向国际体育仲裁法庭提出上诉，成功夺回世界职业车队的地位，而国际自行车联合会亦不希望取消其他车队的参赛资格，至此此次比赛的参赛车队数较往届增加一支。
最终来自阿斯塔纳车队的溫琴佐·尼巴利获得此次比赛的总冠军。来自天空车队的里戈韦托·乌兰获得第二名，这一成绩是1995年以来哥伦比亚选手在环意自行车赛的最好名次。来自BMC Racing Team的澳大利亚选手卡德尔·埃文斯则获得第三名。